# Seymour Cray
Seymour Roger Cray (28 de septiembre de 1925 - 5 de octubre de 1996) fue un ingeniero eléctrico y de computación estadounidense que diseñó una serie de ordenadores que fueron los más rápidos del mundo durante décadas, y fundó Cray Research que construyó muchas de estas máquinas. Llamado "el padre de la supercomputación", a Cray se le atribuye la creación de la industria de los superordenadores. Joel S. Birnbaum , entonces director de tecnología de Hewlett-Packard, dijo de él: Parece imposible exagerar el efecto que tuvo en la industria; muchas de las cosas que las computadoras de alto rendimiento ahora hacen de manera rutinaria estaban en el borde más lejano de la credibilidad cuando Seymour las imaginó. Larry Smarr , entonces director del Centro Nacional de Aplicaciones de Supercomputación de la Universidad de Illinois , dijo que Cray es el Thomas Edison de la industria de la supercomputación.

## Primeros años
Seymour Cray (28 de septiembre de 1925 – 5 de octubre de 1996) nació en Chippewa Falls, una pequeña población del estado estadounidense de Wisconsin, hijo de Seymour R. y Lillian Cray. Su padre era un ingeniero civil que fomentó el interés de Cray por la ciencia y la ingeniería. Ya a la edad de diez años, pudo construir un dispositivo con los componentes del Erector Set que convertía la cinta de papel perforada en señales de código morse. El sótano de la casa familiar fue cedido al joven Cray como "laboratorio".
Cray se graduó de la escuela secundaria Chippewa Falls en 1943 antes de ser reclutado para la Segunda Guerra Mundial como operador de radio. Vio acción en Europa y luego se trasladó al  teatro del Pacífico donde trabajó para descifrar los códigos navales japoneses. A su regreso a los Estados Unidos obtuvo un B.Sc. en ingeniería eléctrica en la Universidad de Minnesota , graduándose en 1949, seguido de un M.Sc. en matemáticas aplicadas en 1951.

## Carrera profesional

### Engineering Research Associates (ERA)
Durante los años 50 trabajó en ERA -Engineering Research Associates- y en las compañías que la sucedieron, Remington Rand y Sperry Rand, donde fue uno de los principales responsables del diseño del ordenador UNIVAC 1103. En 1957, junto con otros ingenieros -entre ellos William Norris- fundó una nueva compañía denominada Control Data Corporation, en abreviatura CDC, para la cual construyó el CDC 1604, que fue uno de los primeros ordenadores comerciales que utilizaron transistores en lugar de tubos de vacío.
Cray rápidamente llegó a ser considerado un experto en tecnología informática digital, especialmente después de su trabajo de diseño en la ERA 1103, la primera computadora científica comercialmente de éxito. Permaneció en ERA cuando fue comprada por Remington Rand y luego por Sperry Corporation a principios de la década de 1950. En la recién formada Sperry Rand, ERA se convirtió en el brazo de "computación científica" de su división UNIVAC .

### Control Data Corporation
En 1962, Seymour Cray persuadió a William Norris para que  CDC creara un laboratorio para investigar cómo diseñar el ordenador más potente de la época, triunfo que consiguió con su equipo de 30 colaboradores en el año 1963, con el CDC 6600, que batió ampliamente en capacidad de cálculo y en coste al ordenador más potente de que disponía IBM en aquella época.
A finales de la década, Control Data, después de haber sacado al mercado el modelo CDC 7600 -para muchos la primera supercomputadora en sentido estricto- comenzó a perder interés en la supercomputación y Cray pensó en establecerse por su cuenta. En el año 1972 fundó Cray Research, con el compromiso de dedicarse a construir exclusivamente supercomputadores y además de uno en uno, por encargo. El primer producto salido de la factoría -CRAY-1, en 1976- tuvo como destino el Laboratorio Nacional Los Álamos, y era único en su diseño ya que incorporaba el primer ejemplo práctico en funcionamiento de procesador vectorial, junto con el procesador escalar más rápido del momento, con una capacidad de 1 millón de palabras de 64 bits y un ciclo de 12,5 ns. Su coste se situaba en torno a los 10 millones de dólares.

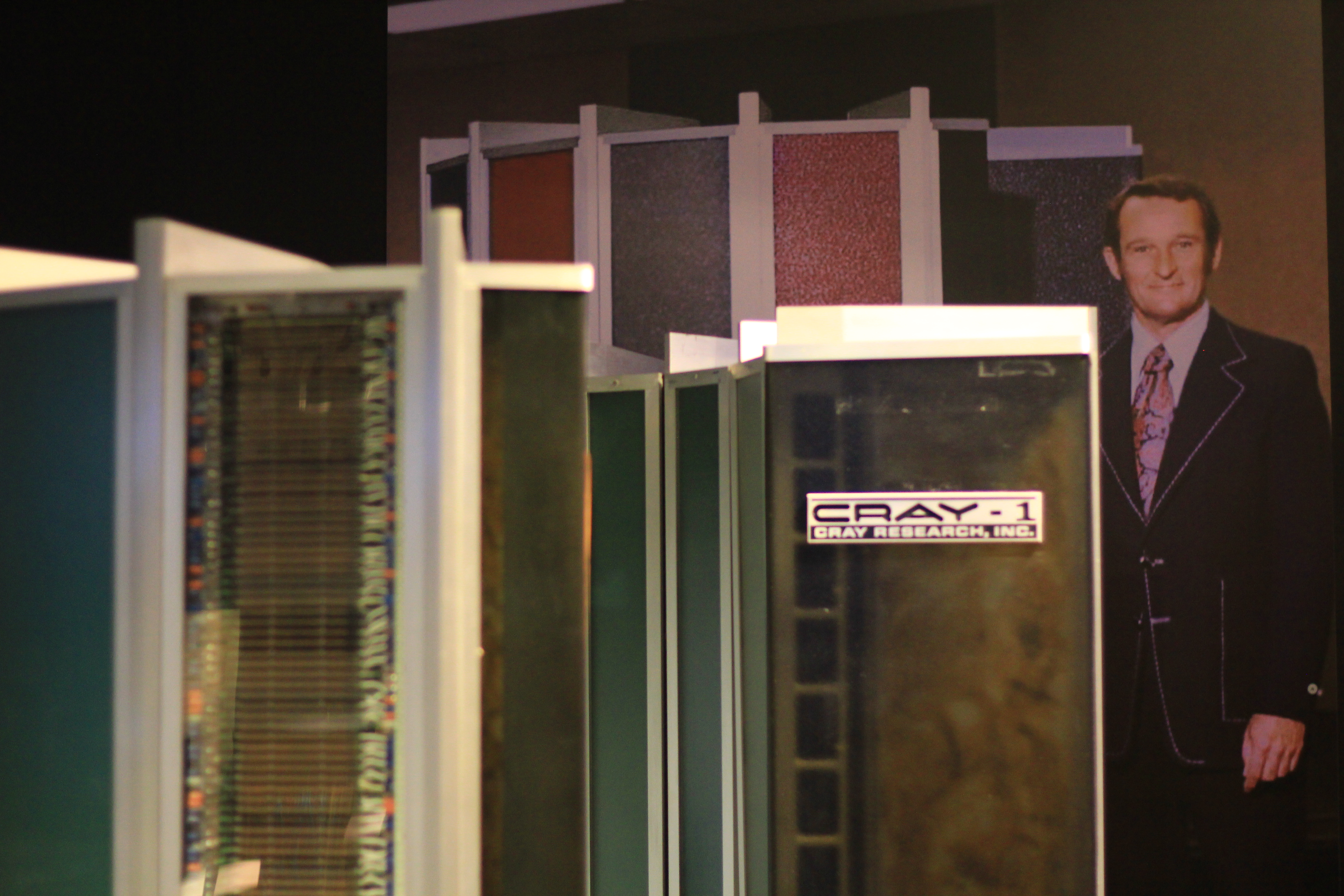
Seymour Cray

En el plazo de tres años, la compañía había vendido seis ordenadores CRAY-1, pero su fundador no se encontraba satisfecho técnicamente, pues pensaba que el diseño de ese sistema no era suficientemente revolucionario, y se embarcó en el diseño de una nueva máquina, el CRAY-2, entre 6 y 12 veces más rápido que su predecesor. Disponible en 1985, disponía de 256 millones de palabras y 240 000 chips. Su empaquetamiento era tan ajustado que el calor generado por la electrónica podía fundir el ordenador, por lo cual su interior se encontraba inundado con líquido refrigerante, y ello provocó el simpático comentario de que el CRAY-2 era en realidad un computador dentro de un acuario.
Aunque en términos de hardware, el 6600 no estaba a la vanguardia, Cray invirtió un esfuerzo considerable en el diseño de la máquina en un intento de permitir que funcionara lo más rápido posible. A diferencia de la mayoría de los proyectos de gama alta, Cray se dio cuenta de que había mucho más en el rendimiento que la simple velocidad del procesador, que el ancho de banda de E/S también tenía que maximizarse para evitar "matar de hambre" al procesador de datos para procesar. Más tarde señaló: Cualquiera puede construir una CPU rápida. El truco es construir un sistema rápido.
La 6600 fue la primera supercomputadora comercial, superando a todo lo disponible entonces por un amplio margen. Si bien era costoso, para aquellos que necesitaban la computadora absolutamente más rápida disponible, no había nada más en el mercado que pudiera competir. Cuando otras empresas (a saber, IBM) intentaron crear máquinas con un rendimiento similar, tropezaron (IBM 7030 Stretch). En el 6600 Cray había resuelto el problema crítico de diseño de las "interrupciones imprecisas", que fue en gran parte responsable del fracaso de IBM. Hizo esto reemplazando las interrupciones de E/S con una solicitud de sondeo emitida por uno de los diez llamados procesadores periféricos, que eran minicomputadoras integradas que realizaban todas las transferencias dentro y fuera de la memoria central del 6600. El siguiente CDC 7600 incluso mejoró la ventaja de velocidad por un factor de cinco.
En 1963, en un artículo de Business Week que anunciaba el CDC 6600, Seymour Cray expresó claramente una idea que a menudo se atribuye erróneamente a Herb Grosch como la llamada ley de Grosch:
Las computadoras deben obedecer una ley cuadrática: cuando el precio se duplica, debe obtener al menos cuatro veces más velocidad.

#### Laboratorio del CDC en Chippewa Falls
Durante este periodo, Cray se sintió cada vez más molesto por lo que consideraba interferencias de la dirección del CDC. Cray siempre había exigido un entorno de trabajo absolutamente tranquilo y con un mínimo de sobrecarga directiva, pero a medida que la empresa crecía se vio constantemente interrumpido por mandos intermedios que -según Cray- no hacían más que embobarle y utilizarle como herramienta de ventas presentándole a posibles clientes.
Cray decidió que, para seguir desarrollándose, tendría que mudarse de St. Paul, lo suficientemente lejos como para que el trayecto fuera demasiado largo para una "visita rápida" y las tarifas telefónicas de larga distancia fueran lo suficientemente altas como para disuadir la mayoría de las llamadas, pero lo suficientemente cerca como para poder asistir a visitas reales o a reuniones de la junta directiva sin demasiadas dificultades. Tras algunos debates, Norris le apoyó y estableció un nuevo laboratorio en unos terrenos que Cray poseía en Chippewa Falls, su ciudad natal. Parte de la razón del traslado también puede tener que ver con la preocupación de Cray por una inminente guerra nuclear, que en su opinión convertía a las Ciudades Gemelas en un grave problema de seguridad. Su casa, construida a unos cientos de metros del nuevo laboratorio del CDC, incluía un enorme refugio antibombas.
El nuevo Chippewa Lab se creó en mitad del proyecto 6600, aunque no parece haber retrasado el proyecto. Tras el lanzamiento del 6600, el siguiente producto desarrollado en Chippewa Falls fue el sistema CDC 7600, que ofrecía velocidades de cálculo diez veces superiores a las del 6600. La fallida continuación del 7600, el CDC 8600, fue el proyecto que finalmente puso fin a su racha de éxitos en CDC en 1972.
Aunque el 6600 y el 7600 habían sido enormes éxitos al final, ambos proyectos casi habían llevado a la empresa a la bancarrota mientras se estaban diseñando. El 8600 se enfrentaba a dificultades similares y Cray decidió finalmente que la única solución era empezar de nuevo. Esta vez Norris no estaba dispuesto a correr el riesgo, y otro proyecto dentro de la empresa, el CDC STAR-100, parecía progresar sin problemas. Norris dijo que estaba dispuesto a mantener vivo el proyecto a un nivel bajo hasta que se entregara el STAR, momento en el que se podría destinar toda la financiación al 8600. Cray no estaba dispuesto a trabajar en estas condiciones y abandonó la empresa.}

### Evolución
La compañía iba de viento en popa, y a mediados de los 80 controlaba el 70 % del mercado de la supercomputación. Sin embargo su fundador se encontraba incómodo, pues la problemática empresarial le resultaba escasamente interesante y difícil de soportar. Por ello cedió la presidencia, y dejó la responsabilidad del desarrollo tecnológico de la línea CRAY-2 a un ingeniero lleno de talento, Steve Chen, que concibió y construyó los primeros multiprocesadores de la firma, conocidos como serie X-MP. A su vez Seymour Cray, inició en 1985 el diseño de una nueva serie, CRAY-3, cuyo procesador no se construiría sobre chips de silicio sino de GaAs. Su entrega, inicialmente prevista para el año 1988 sufrió sucesivos retrasos debido a los problemas que causaba la nueva tecnología GaAs, y el proyecto finalmente se canceló.
El inventor se desvinculó entonces de la firma que había fundado años atrás e inició a finales de esa década un nuevo proyecto, pero las condiciones del mercado hacían ya entonces insostenible el esfuerzo inversor necesario para fabricar una supercomputadora que justificase su viabilidad comercial en términos coste/potencia, fundamentalmente debido a los progresos experimentados en las arquitecturas convencionales RISC y CISC. Para sacar al mercado sus nuevas generaciones de ordenadores Cray, invirtió grandes sumas de dinero, lo que le llevó en 1995 a la bancarrota. Su empresa, Cray Research, fue adquirida ese mismo año por Silicon Graphics. En ese último empeño le sobrevino el fin de su vida, a consecuencia de un accidente automovilístico. A los 71 años de edad y todavía activo en los negocios, la investigación y la ingeniería.
En el año 1986, en la cúspide de la gloria de la supercomputación, existían en todo el mundo unos 130 sistemas de este tipo, de los cuales más de 90 llevaban la marca Cray.

## Enfoques técnicos
Cray citó con frecuencia dos aspectos importantes de su filosofía de diseño: eliminar el calor y asegurarse de que todas las señales que se supone que deben llegar a algún lugar al mismo tiempo lleguen al mismo tiempo.
Sus computadoras estaban equipadas con sistemas de refrigeración integrados, que se extendían en última instancia a los canales de refrigeración fundidos en los mainframes y acoplados térmicamente a las placas de metal dentro de las placas de circuito, y a los sistemas sumergidos en refrigerantes. En una historia que contó sobre sí mismo, se dio cuenta al principio de su carrera que debía interconectar las computadoras con los sistemas de enfriamiento para que las computadoras no funcionaran a menos que los sistemas de enfriamiento estuvieran operativos. Originalmente, no se le ocurrió interconectarse en la otra dirección hasta que un cliente informó que los cortes de energía localizados habían apagado su computadora, pero habían dejado el sistema de enfriamiento funcionando, por lo que llegaron por la mañana y encontraron la máquina encerrada en hielo.
Cray abordó el problema del sesgo asegurándose de que cada ruta de señal en sus computadoras posteriores tuviera la misma longitud eléctrica, de modo que los valores sobre los que se actuaría en un momento particular fueran de hecho todos valores válidos. Cuando era necesario, recorría las pistas de un lado a otro en las placas de circuito hasta lograr la longitud deseada, y empleó las ecuaciones de Maxwell en el diseño de las placas para asegurarse de que cualquier efecto de radiofrecuencia que alterara la velocidad de la señal y, por lo tanto, la longitud de la ruta eléctrica fueron contabilizados.
Cuando se le preguntó qué tipo de herramientas CAD usó para el Cray-1, Cray dijo que le gustaban los lápices n.º 3 con blocs de papel de cuadrilla de 8-1/2" x 11" . Cray recomendó usar el reverso de las páginas para que las líneas no fueran tan dominantes.

## Vida personal
Cray evitaba la publicidad, y hay una serie de historias inusuales sobre su vida fuera del trabajo del entonces director general de Cray Research, John A. Rollwagen. Le gustaba el esquí, el windsurf, el tenis y otros deportes. Otro de sus pasatiempos favoritos era excavar un túnel bajo su casa; atribuía el secreto de su éxito a las "visitas de  elfos " mientras trabajaba en el túnel: "Mientras estoy cavando en el túnel, los elfos a menudo vienen a mí con soluciones a mi problema."
Una historia cuenta que cuando la dirección le pidió a Cray que proporcionara planes detallados a un año y a cinco años para su próxima máquina, simplemente escribió: "Objetivo a cinco años: Construir el mayor ordenador del mundo. Objetivo a un año: una quinta parte de lo anterior". Y en otra ocasión, cuando se esperaba que escribiera un informe de estado detallado de varias páginas para los ejecutivos de la empresa, el informe de dos frases de Cray decía "La actividad avanza satisfactoriamente según lo previsto en el plan de junio. No ha habido cambios ni desviaciones significativas respecto al plan de junio".
Cray murió el 5 de octubre de 1996, dos semanas después de que su automóvil fuera atropellado en la autopista y diera varias vueltas de campana.
El Premio de Ingeniería Informática Seymour Cray de la Sociedad de Computación del IEEE, establecido a finales de 1997, reconoce las contribuciones innovadoras a los sistemas informáticos de alto rendimiento que ejemplifican el espíritu creativo de Cray.